# Gare de Togoshi-ginza
La gare de Togoshi-ginza (戸越銀座駅, Togoshi-ginza-eki) est une gare ferroviaire de la ville de Tokyo au Japon. Elle est située dans l'arrondissement de Shinagawa. La gare est gérée par la compagnie Tōkyū.

## Situation ferroviaire
La gare de Togoshi-ginza est située au point kilométrique (PK) 1,4 de la ligne Tōkyū Ikegami.

## Histoire
La gare de Togoshi-ginza est inaugurée le 28 août 1927.

## Service des voyageurs

### Accueil
La gare dispose d'un bâtiment voyageurs, avec guichets, ouvert tous les jours.

### Desserte
- Ligne Ikegami :
  - voie 1 : direction Hatanodai et Kamata
  - voie 2 : direction Gotanda

### Intermodalité
La station Togoshi du métro de Tokyo est située à environ 200 m au sud-est de la gare.